# Palacio del Vizconde Heredia

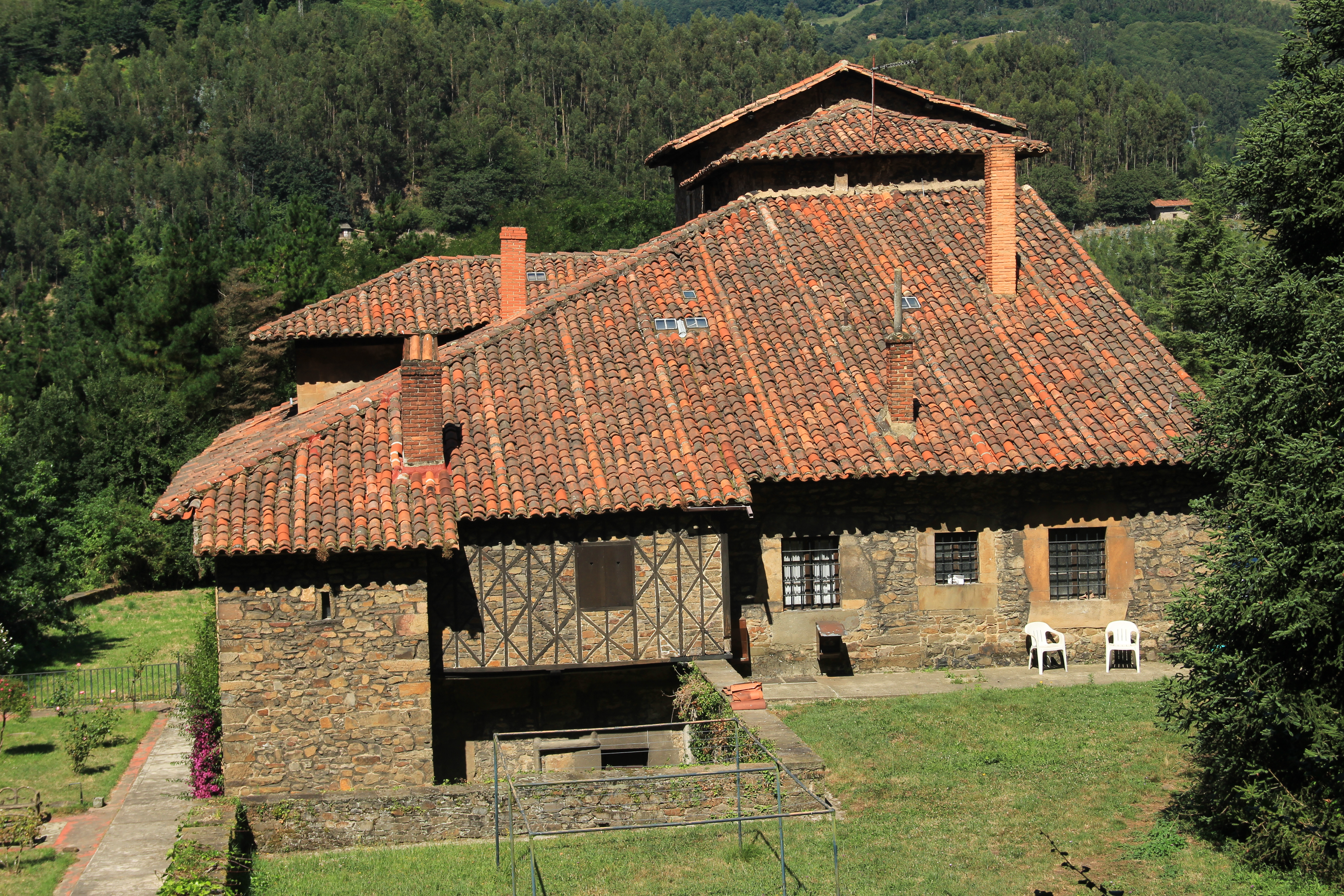
Palacio del Vizconde Heredia

El palacio del Vizconde Heredia, en Villarejo, concejo de Mieres (Asturias, España) es una construcción palacial rural del barroco, edificado probablemente en los siglos XVII y XVIII.
Se trata de un edificio compacto de planta cuadrangular y una torre de sección cuadrada en una de sus esquinas. La torre levanta cuatro alturas, separadas por línea de impostas. En ella se abren huecos adintelados y un escudo decora el último piso.
El cuerpo central, en dos alturas, abre en el piso superior huecos adintelados, mientras que los vanos de arco del piso inferior fueron abiertos en época reciente.
La armonía de volúmenes y el entorno natural que lo rodea hacen del Palacio de Villarejo una de las construcciones más importantes del concejo de Mieres. El Palacio ha sido reproducido en ilustraciones por Alfonso Zapico.

## Historia
En la primera mitad del S.XVI, llegó a Oviedo el hidalgo alcarreño Martín Fernández de Heredia, natural de Pastrana, que era doctor y teniente corregidor. Se había casado con la dama Ana González de Santillana, estableciéndose en Asturias. Su hijo Bernardo se casó con la hija de un rico mercader converso, Alfonso Arias de Villaviciosa. En 1545 Bernardo Fernández de Heredia y su esposa, Isabel Fernández, comenzaron a comprar terrenos, próximos al antiguo camino que iba a Castilla, como inversión, y comenzaron las obras de esta casona, para que sirviese como solar a su progenie, levantando también una ermita privada. En 1587 su hijo Alfonso recabó de Felipe II licencia para establecer allí un mayorazgo que incluía diversas propiedades en Oviedo, Aller, Lena, Ujo,el Valle de Turón y el de Cuna. Desde entonces, la familia fue expandiendo la casona hasta convertirla en palacio, mientras aumentaban igualmente su patrimonio inmobiliario en Asturias. En 1675 los Heredia, vía uxoria, se hicieron también con la casona señorial de Dóriga. En 1714 José Miguel Heredia casado con Margarita de Faes y Cienfuegos se hizo con la casona de los Faes, en San Félix de Hevia, logrando un patrimonio extraordinario; tras lo cual se trasladó a Oviedo. En la capital astur, los Heredia se fijaron en el Palacio de Miranda, erigido por la familia Fernández-Miranda, en la Plaza de la Catedral. Se trataba de un edificio vacío, en mal estado, pues su último titular el Marqués de Valdecarzana, ya no lo habitaba. Finalmente, el canónigo José Froilán Heredia pudo apoderarse del palacio, transmitiéndoselo a sus sobrinos en 1768. Manuel Reguera González se encargó de reformar el ruinoso palacio, pero no acabó las obras porque se enemistó con los Heredia. Así, a finales del S.XVIII los Heredia eran una de las familias más poderosas de Asturias, rivalizando con los Bernaldo de Quirós, titulares entonces del Palacio de Figaredo. En el S.XIX tuvieron un progresivo declive. No obstante, uno de los suyos el Coronel Antonio Fernández de Heredia y Valdés, vizconde del Cerro, fue miembro de la Junta Suprema de Asturias, diputado a Cortes cinco veces, concejal de Madrid y gobernador de Navarra y Maestro de Ceremonias en la Corte de Amadeo I de Saboya. El coronel, desapegado de Asturias, vendió el Palacio al indiano avilesino Benito de Maqua, que había hecho fortuna en México. Maqua, a su vez, vendió el Palacio en 1874 a una familia enriquecida con las minas que no era hidalga. El Coronel Fernández Heredia vendió también el espléndido Palacio de Miranda, en Oviedo, que se usó como Casino hasta la II República y que en la actualidad es sede de la Audiencia Provincial de Asturias, en cuya fachada pueden verse las armas del linaje Heredia, con Herakles derrotando al león de Nemea. El Coronel Fernández Heredia contrajo nupcias con una aristócrata en Fuenterrabía, y su linaje salió de Asturias.